# Dzieci morza
Dzieci morza (jap. 海獣の子供 Kaijū no kodomo) – japoński film animowany z 2019 roku na podstawie mangi o tym samym tytule autorstwa Daisuke Igarashiego. Film został wyreżyserowany przez Ayumu Watanabe na podstawie scenariusza Saku Konohany, a za animację odpowiedzialne było Studio 4°C. Premiera w japońskich kinach odbyła się 7 czerwca 2019.

## Fabuła
Po kłótni zarówno z matką, jak i innymi członkami szkolnego klubu, główna bohaterka – uczennica gimnazjum Ruka – nie ma gdzie spędzać czasu podczas wakacji. Ostatecznie zaczyna przebywać w oceanarium, w którym pracuje jej ojciec. Tam poznaje tajemniczych braci, Umiego i Sorę, którzy, jak mówi jej ojciec, zostali „wychowani przez diugonie” i są obserwowani ze względu na swoje niezwykłe zdolności wodne. Trójka nastolatków ma jakiś związek z serią nadprzyrodzonych zjawisk, które wpływają na życie morskie na świecie, takich jak kometa spadająca do morza czy gromadzenie się stworzeń morskich z różnych zakątków globu w Japonii.

## Obsada
| Postać        | Seiyū           |
| ------------- | --------------- |
| Ruka Azumi    | Mana Ashida     |
| Umi           | Hiiro Ishibashi |
| Sora          | Seishū Uragami  |
| Anglade       | Win Morisaki    |
| Masaaki Azumi | Gorō Inagaki    |
| Kanako Azumi  | Yū Aoi          |
| Sensei        | Tōru Watanabe   |
| Jim           | Min Tanaka      |
| Dede          | Sumiko Fuji     |

## Produkcja
16 lipca 2018 Studio 4°C ogłosiło, że pracuje nad pełnometrażowym filmem animowanym na podstawie mangi Kaijū no kodomo autorstwa Daisuke Igarashiego. 27 lutego 2019 ogłoszono główną obsadę głosową oraz zespół produkcyjny filmu. Zdradzono również, że ścieżkę dźwiękową skomponuje Joe Hisaishi. 13 marca 2019 ujawniono pozostałych głównych członków obsady głosowej.

## Wydanie
Film miał specjalny pokaz przedpremierowy dla publiczności, który odbył się 19 maja 2019 w Iino Hall w Tokio. Kolejny przedpremierowy pokaz miał miejsce 30 maja w Toho Cinemas Kinshicho Rakutenchi. Oba pokazy odbyły się z udziałem twórców i obsady. Oficjalna premiera kinowa w całej Japonii miała miejsce 7 czerwca 2019.
W Polsce film został zaprezentowany podczas festiwalu Młode Horyzonty 2024, a pierwszy z pokazów miał miejsce 1 października 2024.

## Wyróżnienia
| Rok  | Nagroda                                        | Kategoria                                                     | Nominacja    | Rezultat | Źródło |
| ---- | ---------------------------------------------- | ------------------------------------------------------------- | ------------ | -------- | ------ |
| 2020 | Nagrody filmowe Mainichi                       | Najlepszy film animowany                                      | Dzieci morza | Wygrana  | [ 14 ] |
| 2020 | Japan Media Arts Festival Awards               | Animacja – nagroda główna                                     | Dzieci morza | Wygrana  | [ 15 ] |
| 2020 | Buncheon International Animation Film Festival | Konkurs międzynarodowy – film pełnometrażowy – nagroda główna | Dzieci morza | Wygrana  | [ 16 ] |
| 2020 | Buncheon International Animation Film Festival | Nagroda muzyczna – specjalne wyróżnienie                      | Dzieci morza | Wygrana  | [ 16 ] |